# Lošák jelení
Lošák jelení (Sarcodon imbricatus, syn.: Hydnum imbricatum) je jedlá stopkovýtrusá houba charakteristická tmavým šupinatým kloboukem a zejména ostny hustě pokrývajícími spodní stranu klobouku.

## Popis
- Klobouk je nepravidelně okrouhlý, veprostřed vmáčklý nebo nálevkovitý, pokrytý mohutnými, tuhými a černohnědými či černými šupinami, které soustředně odstávají od středu klobouku a směrem k okrajům se zmenšují. Barvy je rezavě hnědavé, šedohnědé až černohnědé; v průměru má 5 – 20 cm. Hymenofor pokrytý výtrusorodým rouškem je tvořen několik mm dlouhými šedobílými až šedými křehkými ostny, které hustě pokrývají spodní stranu klobouku.
- Třeň je krátký, tlustý, šedavý.
- Dužnina je dosti křehká, bělavá až bělošedá, nahořklá, starší plodnice jsou až hořké.
- Výtrusy jsou velké 6–7 mikrometrů, kulovité a žlutohnědé. Výtrusný prach je hnědý.[1]

## Výskyt

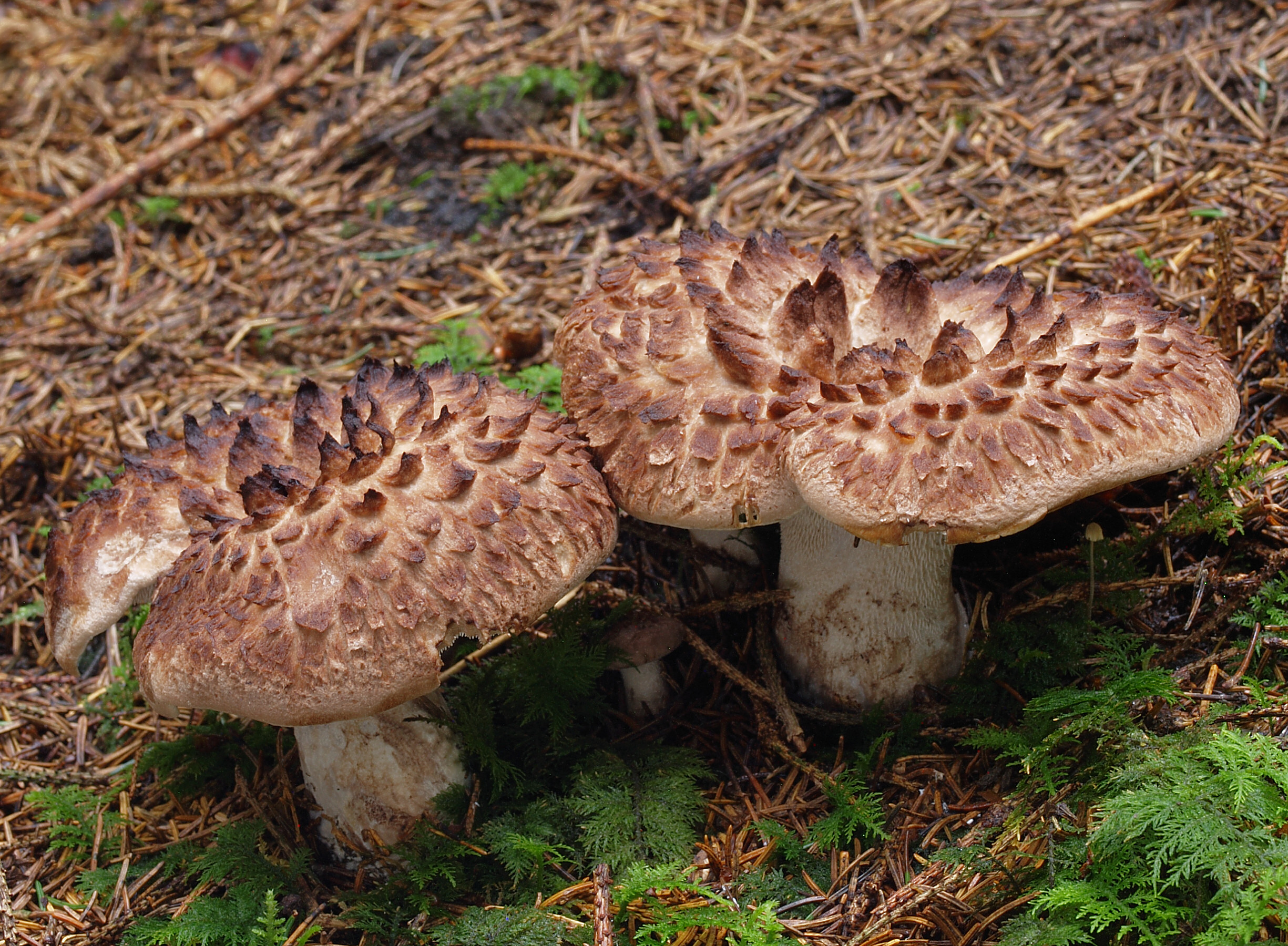
lošák jelení

Roste nehojně až vzácně v jehličnatých lesích většinou pod smrky a borovicemi na písčitých půdách, koncem léta a na podzim. Do Červeného seznamu hub České republiky je lošák jelení zařazen v kategorii téměř ohrožený druh (NT).

## Použití
V mládí je jedlý, má výraznou kořenitou chuť. V dobách kdy býval hojnější byl často sbírán a prodáván na trzích.

## Podobné druhy
- Lošák šupinatý (Sarcodon squamosus) se odlišuje několika nepříliš zřetelnými znaky, hlavně spíše šedou barvou, šupinami přitisklejšími ke klobouku a kratšími ostny. Liší se především ekologií, oproti lošáku jelenímu, který roste v úživnějších smrčinách v mykorhize se smrkem, roste lošák šupinatý v mykorhize s borovicí, hlavně v oligotrofních borech.
- Lošák hořký (Sarcodon scabrosus) má spíše hnědou barvu, drobné šupiny a především nazelenalou až olivově zelenou bázi třeně a ostře hořkou chuť; roste pod borovicemi i listnáči a není jedlý.